# Nadine Alexandra Dewi Ames
Nadine Alexandra Dewi Ames (Winchester, 23 maggio 1991) è una modella indonesiana.
È stata incoronata Puteri Indonesia 2010 all'età di diciannove anni, l'8 ottobre 2010 dalla detentrice del titolo uscente, Qory Sandioriva. La modella rappresentava la provincia di Jakarta SCR 4 nel concorso ed è stata la rappresentante ufficiale dell'Indonesia a Miss Universo 2011.